# Березнаи, Дьюла
Дьюла Березнаи (венг. Bereznai Gyula; 1 мая 1921, Шаторальяуйхей — 6 сентября 1990, Ньиредьхаза) — венгерский математик.

## Биография
Его отец был парикмахером, а мать — домохозяйкой. После завершения обучения в начальной школе и окончания гимназии в Кишварде, он окончил Университет Eötvös Loránd в Будапеште, в качестве учителя математики. Сначала он работал учителем средней школы, а затем в 1962 году стал одним из основателей математического факультета Педагогического колледжа Ньиредьхаза, где он впоследствии стал руководителем кафедры с 1969 по 1983 год.

## Вклад
Его специальностью был математический анализ.
Математический конкурс имени Дьюлы Березного проводится ежегодно с 1991 года.
| Цитата из простого критерия сходимости: Несложный признак сходимости Автор доказывает следующие: I. Пусть имеем ряд (1) {\displaystyle a_{1}+a_{2}+...+a_{n}+...} (где {\displaystyle a_{1}}, {\displaystyle a_{2}}, …, {\displaystyle a_{n}}, … >0) Если существуют такие {\displaystyle p(>e)} и {\displaystyle N}, что при {\displaystyle n>N} выполнено неравенство {\displaystyle \left({\frac {a_{n}}{a_{n+1}}}\right)^{n}\geq p}, то ряд (1) сходится, и при {\displaystyle \left({\frac {a_{n}}{a_{n+1}}}\right)^{n}\leq e}, ряд (1) расходится. II. Это признак сходимости более эффективный, чем признаки Даламбера и Рааба. Известно, что метод Дьюлы Березного более эффективен, чем так называемый коэффициент Даламбера и так называемый метод Раабе-Дюамеля, который чаще всего используется для определения сходимости числовых рядов с положительными номерами. То есть результат Дьюлы Березного, среди прочего, предоставляет полезный инструмент для изучения очень интенсивно исследуемого раздела математики — гармонического анализа. (Dr.Habil. György Gát) |

## Награды
- 1960 — Beke Manó Emlékdíj[10]

## Книги
- Теорема Пифагора[11]
- История нумерации[12] (История на цифрите)
- Конкурсы математики для педагогических вузов[13]